# Infamous
Infamous, titulada en castellano  Historia de un crimen en España e Infame en Hispanoamérica, es un drama estadounidense rodado en el estado de Texas. Escrito y dirigido por Douglas McGrath. Protagonizado por Toby Jones y Sandra Bullock, con Daniel Craig, Peter Bogdanovich, Jeff Daniels, Hope Davis, Gwyneth Paltrow, Isabella Rossellini, Juliet Stevenson y Sigourney Weaver interpretando personajes secundarios. La película fue producida por Killer Films y John Wells Productions y estrenada el 13 de octubre de 2006 en Norteamérica por Warner Independent Pictures. El argumento se centra en la investigación que Truman Capote lleva a cabo sobre unos asesinatos cometidos en el estado de Kansas con el fin de escribir su libro, titulado A sangre fría.
El rodaje empezó en febrero de 2005. La cinta recibió comentarios positivos por parte de la prensa cinematográfica, destacando las interpretaciones del elenco. No obtuvo éxito en taquilla, ya que solo recaudó casi $3 millones de USD frente a los $13 millones de presupuesto. Su presentación mundial se llevó a cabo en el Festival de Cine de Venecia, Italia, abriendo la sección "Horizonti" el 31 de agosto de 2006.

## Argumento
Estamos en el club nocturno "El Morocco", Nueva York, 1959: Un hombre diminuto y homosexual llamado Truman Capote (Toby Jones) entra pausadamente del brazo de una dama elegante y de la alta sociedad, Babe Paley (Sigourney Weaver). Un largo abrigo de visón se confía a la chica del guardarropa, se enciende una cerilla, se prende un cigarrillo y ... la alta sociedad de Manhattan se pasea por el local. Se sirve caviar mientras una encantadora y bellísima cantante, Kitty Dean (Gwyneth Paltrow), rememora a Cole Porter.
Tras una noche por los más famosos y prestigiosos clubes de la ciudad, Truman Capote lee un breve artículo en el periódico The New York Times, el 16 de noviembre de 1959, con el siguiente título: "Un granjero rico y tres miembros de su familia resultan asesinados". El autor decide investigar un poco más sobre el caso y así poder iniciar un nuevo libro, bajo el título de "A sangre fría", que posteriormente se convertiría en su obra cumbre.
A partir de aquí, se produjo un punto de inflexión en la vida del escritor que marcaría el inicio del fascinante periodo de seis años de creación de la novela. Durante esos años Truman Capote investigó en la localidad de Kansas junto a su amiga Harper Lee (Sandra Bullock) lo ocurrido en el trágico asesinato. Preguntando a los policías Alvin Dewey (Jeff Daniels) e incluso al propio asesino, Perry Smith (Daniel Craig), del que le atrae algo más que simplemente el saber por qué cometió el crimen.

## Reparto
- Toby Jones como Truman Capote.
- Sandra Bullock como Harper Lee.
- Daniel Craig como Perry Smith.
- Peter Bogdanovich como Bennett Cerf.
- Jeff Daniels como Alvin Dewey.
- Hope Davis como Slim Keith.
- Gwyneth Paltrow como Kitty Dean.
- Isabella Rossellini como Marella Agnelli.
- Juliet Stevenson como Diana Vreeland.
- Sigourney Weaver como Babe Paley.
- Lee Pace como Richard Hickock.

## Producción

### Casting
El papel de Truman Capote fue ofrecido a Johnny Depp, Matt Damon, Jude Law y Sean Penn pero todos ellos rechazaron la oferta, recayendo finalmente en el británico Toby Jones. Para interpretar al asesino Perry Smith el primer actor involucrado fue Mark Wahlberg aunque abandonó el proyecto en agosto de 2004. En octubre de ese mismo año se anunció que Mark Ruffalo le reemplazaría pero el intérprete también se desvinculó de la película. Finalmente el papel recayó en Daniel Craig, que en ese momento acababa de ser escogido para dar vida James Bond.
En un principio Samantha Morton fue la elegida para dar vida a la escritora Harper Lee pero después de su renuncia Sandra Bullock fue contratada. El personaje de Slim Keith iba a ser interpretado por Michelle Pfeiffer pero en febrero de 2005, tras el abandono de la actriz, se comunicó que Hope Davis sería su sustituta. El cameo de Gwyneth Paltrow como Kitty Dean -aunque inicialmente iba a encarnar a Peggy Lee- fue rodado en un solo día y se rumoreó que le reportó algo más de $3 millones de USD.

### Rodaje
Antes del título final se barajaron los de Have You Heard? y Every Word Is True. El rodaje se inició el 14 de febrero de 2005. La filmación tuvo lugar en la ciudad de Nueva York y en varias localidades del estado de Texas como Austin, Marlin y Taylor, así como en el estado de Kansas. Durante la preparación de su personaje Sigourney Weaver se reunió con la hija de Babe Paley y ésta le contó un hábito que tenía su madre que consistía en que se tapaba la boca cuando sonreía, la actriz incluyó el gesto en su interpretación. Sandra Bullock declaró que para preparación de su personaje no conoció a Harper Lee «no porque no quisiera, sino porque ella tomó la decisión de alejarse de la vida pública». Sin embargo la actriz tenía familia que vivía cerca de la residencia de la escritora en Monroeville, Alabama. «Tuve la oportunidad de hablar con gente que la conocía», dijo. El director Douglas McGrath escuchó una historia sobre la verdadera Diane Vreeland -interpretada por Juliet Stevenson- en la que ésta le pedía a su asistenta que le planchara el dinero, le gustó tanto la idea que decidió incluirla en el guion.

### Estreno
El 30 de septiembre de 2005 se estrenó en Norteamérica Capote cuya historia también giraba en torno al proceso de investigación que llevó a cabo el escritor para la creación de su novela A sangre fría, publicada en 1966. La película obtuvo 5 nominaciones a los Premios Óscar incluyendo mejor película. Philip Seymour Hoffman fue galardonado con el Óscar al mejor actor, el Globo de Oro al mejor actor - Drama, el BAFTA y el Premio del Sindicato de Actores, entre otros. Obtuvo una recaudación de $49.2 millones tras su exhibición mundial, habiendo contado con un presupuesto de $7 millones. La producción protagonizada por Hoffman empezó en la primavera de 2004 pocos meses antes que la producción de Infamous. Después de haberla tenido pendiente de estreno durante un año los ejecutivos de WIP trataron de diferenciar su película de la anterior. Ambas cintas narran el proceso de creación de A sangre fría, pero la película dirigida por Bennett Miller se basa en el libro de Gerald Clarke mientras que Infamous toma su base en la novela de George Plimpton.
En los pases previos a su presentación mundial en el Festival de Cine de Venecia generó comentarios positivos, el periodista británico David Thompson la definió como «la mejor película de Truman Capote que he visto este año, es mucho más inquietante que la versión estrenada el año pasado». No es la primera vez en la historia Hollywood que se lanzan dos películas en el mismo año con la misma temática, Deep Impact y Armageddon se estrenaron en 1998 con apenas dos meses de diferencia. «No lo vemos como una situación de "primer film" - "segundo film"», declaró el jefe de distribución de WIP Steve Friedlander. «La distribuiremos entre 150-200 salas, en los cuarenta estados principales, en lugar de haber seguido la posibilidad de haberla proyectado en Nueva York y Los Ángeles y que poco a poco hubiera alcanzado el top 20», añadió.
La directora de marketing de WIP dijo «toman diferentes ángulos. Es el mismo periodo de tiempo pero narrado de forma diferente. Desde el departamento de marketing tratamos de hacer la película lo más entretenida posible». Douglas McGrath declaró que «nuestra película se centra más en la vida social del escritor en Manhattan». «Me sentía nervioso con respecto a la otra película. Ninguno de nosotros deseamos que les fuera mal. Respetamos su gusto por el material, y eso valida la elección. Pero lo abordamos de dos formas diferentes. Hay material más que suficiente. Apuesto a que Dan Futterman tuvo el mismo problema. Hay muchísimo material para llegar a esta historia», apostilló. Por su parte la actriz Hope Davis aseguró que «tiene un tono completamente distinto, y además se toma el tiempo de presentar a muchísimos más personajes».
Fue presentada en los festivales de cine de Venecia, Telluride, Toronto y en el Woodsotck.

## Recepción

### Taquilla
Infamous se estrenó el 13 de octubre de 2006 en Norteamérica. Durante su primer día en exhibición sumó $0.1 millones convirtiéndose en la vigésima opción más vista de la jornada. Proyectada en 179 salas la recaudación durante su primer fin de semana fue de $0.4, con una media por sala de $2.530 dólares, quedando posicionada en la tabla por delante de Flyboys y por detrás de The Science of Sleep. Acumuló $1.1 millones en Estados Unidos y Canadá. Fuera de las fronteras de América del Norte generó $1.4 millones. España, con $0.6 millones, fue el territorio donde más éxito comercial cosechó, seguido de Francia con $0.2 millones y Reino Unido con $0.14 millones. Tras su exhibición mundial la película llegó al monto final de $2.6 millones. El presupuesto invertido en la producción fue de $13 millones.

### Respuesta crítica
Infamous recibió críticas positivas. La película tiene un 73 % de comentarios positivos en Rotten Tomatoes basado en 146 reseñas con una media de 6.7 sobre 10 y con el siguiente consenso: «aunque las comparaciones con Capote estrenada el año pasado son inevitables, Infamous toma un ángulo diferente en su descripción del autor, y funciona lo suficientemente bien por sí misma». Metacritic, que asigna una media ponderada, otorgó a la cinta un 68 % de comentarios positivos basado en 34 reseñas de las cuales 29 catalogó como positivas. Peter Travers escribió para Rolling Stone que «la sorpresa más placentera del film es el retrato bellamente matizado de la confidente de Capote (la autora de Matar a un ruiseñor, Harper Lee) Sandra Bullock. Han oído bien. Bullock da a la película de lo que carece: sensación de veracidad». Michael Booth la describió en el Denver Post como «una de las mejores tragicomedias en la historia reciente».
Moira Macdonald dijo en el Seattle Times que «Sandra Bullock se roba silenciosamente la película como Harper Lee». David Rooney sentenció para Variety que «más allá de las libertades tomadas, había una integridad y una complejidad en la película de 2005 que le falta a este lustroso biopic». Eric D. Snider dijo que «incluso comprándola Capote, Infamous no es particularmente buena.  En España Carlos Boyero la definió para el diario El Mundo como «una extraordinaria recreación de lo que ocurrió en la gestación de A sangre fría». Jordi Costa del diario El País escribió que «si el resultado final está más cerca del chismorreo que del dato quizá importe menos que reconocer su intensidad, su riqueza y su eficacia».

### Premios
| Año  | Premio                            | Categoría                                              | Persona(s)     | Resultado |
| ---- | --------------------------------- | ------------------------------------------------------ | -------------- | --------- |
| 2006 | Hollywood Film Festival           | Mejor actriz de reparto (también por La casa del lago) | Sandra Bullock | Ganadora  |
| 2007 | Independent Spirit Awards         | Mejor actor de reparto                                 | Daniel Craig   | Candidato |
| 2007 | London Critics Circle Film Awards | Actor británico del año                                | Toby Jones     | Ganador   |